# David Zywiec
David Albin Zywiec Sidor OFMCap. (ur. 15 lipca 1947 w East Chicago, zm. 5 stycznia 2020 w Managui) – amerykański biskup katolicki polskiego pochodzenia, kapucyn, biskup Siuny w latach 2017–2020.

## Życiorys
Wstąpił do nowicjatu kapucynów i w tymże zakonie złożył profesję wieczystą w 1971. Święcenia kapłańskie przyjął w 1974. Rok później wyjechał na misje do Nikaragui. Był m.in. przełożonym kapucynów w tymże kraju (1990–1996), a także wikariuszem generalnym wikariatu apostolskiego Bluefields.
24 czerwca 2002 został mianowany biskupem pomocniczym Bluefields i tytularnym biskupem Giru Marcelli. Sakry biskupiej udzielił mu 13 września tegoż roku w miejscowej katedrze kard. Miguel Obando Bravo.
30 listopada 2017 został prekonizowany biskupem nowo powstałej diecezji Siuny. Ingres odbył się 13 stycznia 2018.
Zmarł w szpitalu wojskowym w Managui 5 stycznia 2020.